# Julio Borelli
Julio Borelli Viterito (Montevideo, Uruguay, 29 de diciembre de 1903 - La Paz, Bolivia, 30 de abril de 1990) fue un árbitro, entrenador de fútbol, arquitecto y periodista uruguayo.

## Carrera
Cursó estudios en arquitectura en Montevideo, mientras desempeñó labores de deportista, árbitro y periodista.
En 1927, junto a Pedro Olivieri y Manuel Bianco, recibió una invitación de la Federación Peruana de Fútbol para entrenar al conjunto nacional, sin embargo se desempeñó como árbitro. Además fue profesor de deportes en la Escuela Militar de Chorrillos durante cinco años.
En septiembre de 1928, dirigió como árbitro el primer partido entre Alianza Lima y Universitario, el clásico más importante de ese país.
En 1929, fue entrenador de la selección peruana que participó en el Sudamericano de Argentina, pero los resultados le fueron desfavorables.Asimismo, fue árbitro del torneo en el partido de Argentina contra Paraguay.
En 1930, fue director técnico de Sporting Tabaco. Al año siguiente, fue director técnico de Universitario de Deportes. En 1932, logró el campeonato interdepartamental con la selección de liga arequipeña. Desde ese mismo año fue director técnico de Aurora hasta el año 1937.
En 1938 se traslada a Bolivia por una invitación del gobierno de Germán Busch, para dirigir la representación de boliviana en los Juegos Bolivarianos de Colombia; asimismo, fue entrenador de equipos de futbol, voleibol, basquetbol, ciclismo y atletismo.
En 1945 fue director técnico de la selección boliviana en el Sudamericano de Chile. Posteriormente dirigió varios equipos argentinos y Always Ready.
En 1977 fue invitado a integrar Comité Organizador de los Juegos Bolivarianos que se realizaron en La Paz.
En 1988 recibió la Orden del Cóndor de los Andes, como reconocimiento a su labor por el deporte. Fundó la organización radial “Corporación Deportiva Borelli” y fue impulsor de la creación del Círculo de Periodistas Deportivos de Bolivia y la creación de varios campos deportivos en el país.
Su obra más reconocida fue la construcción del coliseo cerrado en La Paz que lleva su nombre en reconocimiento a su trabajo.

## Clubes

### Como entrenador
| Club                      | País    | Año       |
| ------------------------- | ------- | --------- |
| Selección peruana         | Perú    | 1929      |
| Sporting Tabaco           | Perú    | 1930      |
| Universitario de Deportes | Perú    | 1931      |
| Aurora FC                 | Perú    | 1932-1937 |
| Selección boliviana       | Bolivia | 1938      |
| Selección boliviana       | Bolivia | 1945      |
| Unión Maestranza          | Bolivia | 1950      |
| Always Ready              | Bolivia | 1951-1952 |

## Palmarés

### Títulos nacionales
| Título           | Club         | País    | Año  |
| ---------------- | ------------ | ------- | ---- |
| Primera División | Always Ready | Bolivia | 1951 |